# Prasar Bharati
Prasar Bharati (en hindi: प्रसार भारती) est la compagnie de radio-télévision publique indienne. Elle constitue une société autonome dépendant du ministère indien de l'information et de la radiodiffusion. Sa mission consiste à coordonner les activités de la télévision publique Doordarshan et de la radio gouvernementale All India Radio.
Prasar Bharati (littéralement : radiodiffusion indienne) naît le 23 novembre 1997 après plusieurs années de controverses portant sur le bien-fondé de donner plus d'autonomie aux médias gouvernementaux. Désireux de bénéficier d'une plus grande marge de manœuvre dans leurs actions, les représentants de la télévision et de la radio publique demandent à être regroupés dans une structure autonome en 1990. 
Il faut sept ans pour que cette requête aboutisse enfin à la promulgation du « Prasar Bharati Act » par le parlement indien le 15 septembre 1997, et plus de deux mois supplémentaires pour que la société soit effectivement constituée.

## Mission et objectifs
Les principaux objectifs de la Prasar Bharati tels comme les a fixé dans la le Prasar Bharati Act en 1990 sont les suivantes :
- Respecter l'unité et l'intégrité du pays et les valeurs inscrites dans la Constitution;
- Œuvrer pour l'intégration nationale ;
- Préserver les droits des citoyens à être informés sur toutes les questions d'intérêt public en présentant un contenu informatif équitable et équilibrée ;
- Accorder une attention particulière aux domaines de l'éducation et de la propagation de l'alphabétisation, l'agriculture, le développement rural, l'environnement, la santé, bien-être familial ainsi que les sciences et les technologies ;
- Sensibiliser aux questions relatives aux femmes et prendre des mesures spéciales pour protéger les intérêts des enfants, les personnes âgés et les autres groupes vulnérables de la société ;
- Assurer une couverture adéquate des différentes cultures, des sports ainsi que des questions de la jeunesse ;
- Promouvoir la justice sociale, la protection des droits des classes de travailleurs, les minorités et les communautés tribales ;
- Promouvoir la recherche et élargir les moyens de diffusion et développer les technologies de diffusion.

## Activités

### Radio
- All India Radio

### Télévision
- Doordarshan